# Bathyphantes humilis
Bathyphantes humilis är en spindelart som först beskrevs av Ludwig Carl Christian Koch 1879.  Bathyphantes humilis ingår i släktet Bathyphantes och familjen täckvävarspindlar. Inga underarter finns listade.